# Амазонски риф
Амазонският риф представлява обширна система от коралови и гъбени рифове, която се намира в Атлантическия океан, покрай крайбрежията на Френска Гвиана и Северна Бразилия. Това е една от най-големите системи от рифове, като предполагаемата му дължина е около 1000 km, а площта му възлиза на около 9300 km2. През 2012 г. е осъществено океанографско проучване на региона, а през април 2016 г. е публикувана статия, касаеща откриването му. За съществуването на голяма структура близо до делтата на река Амазонка са приведени доказателства още през 50-те години на 20 век.
През 70-те години на 20 век биологът Родриго Моура завършва проучване върху риболова по континенталния шелф. Той също така изявява желание да продължи проучванията, за да намери рифовете, където е хванал рибата. Когато Моура установява, че рибата е около Амазонския риф и устието на река Амазонка, той прави предположение, че на по-голяма дълбочина вероятно биоразнообразието ще е по-голямо, тъй като рибата е от коралов риф. След няколко десетилетия, група студенти от Джорджийския университет забелязват, че статията на Моура не съдържа джипиес координати, и използват звуковите вълни на Моура и проби от океанското дъно, за да намерят координатите на рифа. След като вече са на мнение, че са намерили рифа, те проучват дълбините, за да потвърдят, че именно там е местонахождението му. Точното локализиране отнема около 3 години, след което се прави официално съобщение за откриването му.
Река Амазонка притежава около 20% от световните резерви на прясна вода. Амазонският риф е в устието на едноименната река, най-голямата в света, и 1/5 от водите в света се изтичат в океана от реката. Въпреки това, в Амазонския риф биологическото разнообразие е по-малко, в сравнение с това в други подобни рифове.